# 이슬람경제학
이슬람경제학(Islamic economics, 아랍어: الاقتصاد الإسلامي)은 이슬람 원리와 가르침의 관점에서 경제 또는 경제 활동과 과정에 대한 지식을 말한다. 이슬람은 개인 및 사회 경제적 행동에 관한 일련의 특별한 도덕적 규범과 가치를 가지고 있다. 따라서 그것은 철학적 견해에 기초하고 인간 행동의 다른 측면, 즉 사회 및 정치 시스템에 대한 이슬람 조직과 호환되는 자체 경제 시스템을 가지고 있다.
이슬람 경제학은 이슬람 상업법학(아랍어: بقه المعاملات, fiqh al-mu'āmalāt)의 보다 구체적인 하위 집합과 관련된 광범위한 분야이다. 이는 '노동 기반 교환과 교환 기반 노동'이라는 노동가치론과 유사한 경제학 이념이기도 하다. 둘 사이에는 차이가 있지만 이슬람 경제학은 여전히 주관적 이론보다는 노동 이론에 더 가까운 경향이 있다.

## 같이 보기
- 이슬람 철학
- 법경제학
- 국가자본주의
- 코퍼러티즘
- 지도주의
- 말레이시아의 경제
- 브루나이의 경제
- 아제르바이잔의 경제
- 카자흐스탄의 경제
- 이란의 경제
- 요르단의 경제
- 사우디아라비아의 경제